# Tervasaaret (ö i Päijänne-Tavastland, Lahtis, lat 61,67, long 25,92)
Tervasaaret är en ö i Finland. Den ligger i sjön Rautavesi och i kommunen Gustav Adolfs i den ekonomiska regionen  Lahtis ekonomiska region  och landskapet Päijänne-Tavastland, i den södra delen av landet, 170 km norr om huvudstaden Helsingfors. Öns area är 2,1 hektar och dess största längd är 210 meter i nord-sydlig riktning.  Notera att namnet antyder att det är fråga om flera öar.